# Саранка (деревня)
Саранка — деревня в Пильнинском районе Нижегородской области. Входит в состав  Можаров-Майданского сельсовета

## География
Находится на расстоянии приблизительно 8 километров по прямой на север-северо-запад от поселка Пильна, административного центра района.

## Население
Постоянное население составляло 64 человека (русские 95%) в 2002 году, 37 в 2010.